# Saint-Martin-de-Jussac
Saint-Martin-de-Jussac este o comună în departamentul Haute-Vienne din centrul Franței. În 2009 avea o populație de 514 de locuitori.

## Evoluția populației
| An        | 1975 | 1982 | 1990 | 1999 | 2006 | 2009 |
| --------- | ---- | ---- | ---- | ---- | ---- | ---- |
| Populație | 301  | 344  | 410  | 442  | 477  | 514  |